# رود ناهه
رود ناهه رودی است که از رشته‌کوه هونزروک سرچشمه می‌گیرد و به راین می‌ریزد. این رود از کشور آلمان می‌گذرد.